# وحید گرجی
وحید گرجی متولد ۱۶ اردیبهشت ۱۳۳۹ در نیاوران (تهران) یک دیپلمات ایرانی است که در «جنگ سفارتخانه‌ها» بین فرانسه و ایران در پایان سال ۱۹۸۷ درگیر بوده است.

## قضیه گرجی
در ابتدای این قضیه، وحید گرجی رسماً به عنوان مترجم ساده سفارت ایران در پاریس می‌باشد ولی به طور غیررسمی نفر دوم این سفارت است. او بدون برخورداری از مصونیت دیپلماتیک، در راستای عادی سازی روابط بین دو کشور با وزارت خارجه فرانسه کار می‌کند.
ژیل بلوک قاضی پرونده سلسله سوءقصدهای سالهای ۱۹۸۵–۱۹۸۶ من جمله سوء قصد کوچه رن اظهار می‌دارد که میخواد وحید گرجی را که با محمد مهاجر و فؤاد علی صالح معاشرت داشته است، استماع نماید.
قاضی در تاریخ ۲ ژوئن ۱۹۸۷ درخواست استماع وی را صادر می‌کند. فردای آن روز پلیس با مراجعه به منزل گرجی متوجه می‌شود که وی در منزل نیست. وحید گرجی به سفارت ایران پناه برده است و سفارت تحت نظر قرار می‌گیرد.
در تاریخ ۲ ژوئیه ۱۹۸۷ موضوع توسط ایرانی‌ها طی یک کنفرانس مطبوعاتی علنی می‌گردد. آنها اعلام می‌نمایند که یک دیپلمات فرانسوی به نام دیدیه دسترومو، گرجی را به موقع از این امر مطلع ساخته بود.
در تاریخ ۱۳ ژوئیه نخست وزیر وقت «ژاک شیراک» به اطلاع ایرانی‌ها می‌رساند که وحید گرجی فقط زمانی می‌تواند به ایران بازگردد که دادگاه وی را استماع نموده باشد.
در تاریخ ۱۴ ژوئیه دیپلماتهای فرانسوی مقیم تهران محاصره می‌گردند و در تاریخ ۱۷ ژوئیه روابط دیپلماتیک بین دو کشور قطع می‌شود.
در این بین بازرسی پرونده نشان داد که موارد اتهام علیه گرجی تقریباً پوچ بوده است.
«شارل پاسکوا» (وزیر کشور وقت فرانسه) که در خصوص سرنوشت گروگانهای فرانسوی اسیر توسط حرب الله لبنان با ایرانی‌ها در حال مذاکره بود پیشنهاد می‌نماید تا وحید گرجی به عنوان وجه المعامله قرار گیرد.
در تاریخ ۲۸ نوامبر «روژه اوک» و «ژان لویی نورماندن» دو گروگان فرانسوی توسط حزب‌الله آزاد می‌شوند. فردای آن روز وحید گرجی توسط قاضی «ژیل بولوک» استماع می‌گردد و پس از تأیید «میشل رنو» دادستان وقت بدون هیچ اتهامی بلافاصله به ایران اخراج می‌شود. این موضوع به انتقادات تندی در برخی محافل مطبوعاتی و احزاب سیاسی فرانسه منجر می‌گردد.

## پیامدهای قضیه گرجی
این مبادله منجر به اختلافات تندی بین ژاک شیراک و فرانسوا میتران در طی مناظره تلویزیونی دور دوم انتخابات ریاست جمهوری سال ۱۹۸۸ فرانسه می‌گردد.
در طی این مناظره «فرانسوا میتران» رئیس جمهور وقت با «نگاه در چشم» ژاک شیراک نخست وزیر دوران همزیستی اعلام می‌دارد نامبرده به وی گفته بود که اسناد مجرمیت وحید گرجی را در اختیار داشته در حالی که شیراک این موضوع را صراحتاً مردود دانست.
در ۱۸ سپتامبر ۱۹۸۹ فرانسوا میتران طی یک مصاحبه با فرانس اولیویه ژیسپر روزنامه‌نگار فرانسوی اعتراف می‌کند این مطالبی را که در طی مناظره تلویزیونی به ژاک شیراک نسبت داده بود هرگز توسط ژاک شیراک به او گفته نشده بود: «هیچ‌گاه از شیراک نشنیدم که تأیید کند پرونده گرجی سنگین است، بلکه وزرای او شارل پاسکوا و پاندرو این را گفته بودند نه او.»
«ژان برنارد ریمون» وزیر خارجه وقت فرانسه با تأیید این اظهارات فرانسوا میتران گرفته بود: «میتران راست گفت.» او سپس اشاره کرد که در یک جلسه ای در کاخ الیزه در تاریخ ۲ ژوئیه ۱۹۸۷ با حضور «ژاک شیراک»، «شارل پاسکوا»، «روبر پاندرو» و خود او موضوع وحید گرجی با فرانسوا میتران و همکاران وی مطرح شد. در این جلسه او از روبر پاندرو شنید که به رئیس جمهور این جملات را ابراز داشت: «آقای رئیس جمهور، گرفتاری اصلی ما این است که پرونده گرجی خالی است!»
«الن مارسو» بازرسی که در پرونده سوء قصدهای ۱۹۸۵ و ۱۹۸۶ همکار «ژیل بولوک» بود و همچنین «شارل ویلنوو» و «پاتریس دومریتسن» که هر دو روزنامه‌نگار می‌باشند تأیید می‌کنند که از همان ابتدای این قضیه، فرانسوا میتران مطلع می‌گردد که اتهامات علیه گرجی پوچ بوده است.
«قاضی بولوک» که بی‌طرفی او توسط بخشی از اصحاب رسانه و همچنین توسط حزب سوسیالیست فرانسه و سندیکای قضات به زیر سؤال رفته بود در تاریخ ۱۳ دسامبر ۱۹۹۰ خودکشی کرد.
در سال ۱۹۹۴ وحید گرجی که در بخش خصوصی (کشت و فرآوری گیاهان دارویی) فعال شده بود از «آلن ژوپه» وزیر امور خارجه وقت فرانسه درخواست نمود ممانعت وی به ورود فرانسه لغو گردد چرا که این امر موجب آسیب به فعالیتهای شغلی وی گردیده است.

## برنامه تلویزیونی
قضیه گرجی موضوع الهام فیلم تلویزیونی تحت عنوان «قضیه گرجی، تاریخچه یک همزیستی» «ساخته گیوم نیکلو» بود که در تاریخ ۴ ژوئن ۲۰۱۲ توسط شبکه کانال پلوس پخش شد.